# Campeonato Europeo de Voleibol Femenino Sub-19 de 2014
La XXIV edición del Campeonato Europeo de Voleibol Femenino Sub-20 se llevó a cabo en Finlandia y Estonia, en las ciudades de Tampere y Tartu, del 16 al 24 de agosto de 2014. 

## Equipos participantes
- Sede
  -  Finlandia
  -  Estonia
- Clasificados a través de Clasificación para el Campeonato Europeo Juvenil 2014
  -  Italia
  -  Serbia
  -  Turquía
  -  Bulgaria
  -  Eslovenia
  -  Bélgica
  -  República Checa
  -  Rusia
  -  Países Bajos
  -  Grecia

## Grupos
| Grupo A         | Grupo B   |
| --------------- | --------- |
| República Checa | Italia    |
| Serbia          | Bélgica   |
| Bulgaria        | Finlandia |
| Estonia         | Rusia     |
| Holanda         | Turquía   |
| Grecia          | Eslovenia |

## Primera fase

### Grupo A
- Sede:  A. Le Coq SPORT Spordimaja, Tartu, Estonia.

|     |                 |     | Partidos | Partidos | Partidos | Sets | Sets | Sets  | Puntos | Puntos | Puntos |
| Pos | Equipo          | Pts | PJ       | PG       | PP       | SG   | SP   | Ratio | PG     | PP     | Ratio  |
| --- | --------------- | --- | -------- | -------- | -------- | ---- | ---- | ----- | ------ | ------ | ------ |
| 1   | Serbia          | 15  | 5        | 5        | 0        | 15   | 0    | MAX   | 375    | 265    | 1.415  |
| 2   | Grecia          | 12  | 5        | 4        | 1        | 12   | 4    | 3.000 | 371    | 318    | 1.167  |
| 3   | República Checa | 9   | 5        | 3        | 2        | 10   | 8    | 1.250 | 387    | 383    | 1.010  |
| 4   | Bulgaria        | 5   | 5        | 2        | 3        | 7    | 11   | 0.636 | 377    | 396    | 0.952  |
| 5   | Países Bajos    | 4   | 5        | 1        | 4        | 5    | 12   | 0.417 | 337    | 385    | 0.875  |
| 6   | Estonia         | 0   | 5        | 0        | 5        | 1    | 15   | 0.067 | 295    | 395    | 0.747  |

| Fecha    | Hora  | Partido         | Partido   | Partido         | Set   | Set   | Set   | Set   | Set   | Puntuación total | Reporte |
| Fecha    | Hora  |                 | Resultado |                 | 1     | 2     | 3     | 4     | 5     | Puntuación total | Reporte |
| -------- | ----- | --------------- | --------- | --------------- | ----- | ----- | ----- | ----- | ----- | ---------------- | ------- |
| 16-08-14 | 14:00 | Grecia          | 3–1       | República Checa | 21–25 | 25–10 | 25–18 | 25–21 |       | 96–74            | Reporte |
| 16-08-14 | 16:30 | Bulgaria        | 3–2       | Países Bajos    | 21–25 | 25–14 | 25–21 | 21–25 | 15–08 | 107–93           | Reporte |
| 16-08-14 | 19:00 | Serbia          | 3–0       | Estonia         | 25–18 | 25–19 | 25–21 |       |       | 75–58            | Reporte |
| 17-08-14 | 14:00 | República Checa | 3–1       | Bulgaria        | 25–20 | 25–17 | 20–25 | 25–17 |       | 95–79            | Reporte |
| 17-08-14 | 16:30 | Serbia          | 3–0       | Grecia          | 25–20 | 25–13 | 25–16 |       |       | 75–49            | Reporte |
| 17-08-14 | 19:00 | Estonia         | 0–3       | Países Bajos    | 21–25 | 21–25 | 10–25 |       |       | 52–75            | Reporte |
| 18-08-14 | 14:00 | Bulgaria        | 0–3       | Serbia          | 21–25 | 18–25 | 22–25 |       |       | 61–75            | Reporte |
| 18-08-14 | 16:30 | Países Bajos    | 0–3       | República Checa | 20–25 | 23–25 | 22–25 |       |       | 65–75            | Reporte |
| 18-08-14 | 19:00 | Grecia          | 3–0       | Estonia         | 25–23 | 25–18 | 25–18 |       |       | 75–59            | Reporte |
| 20-08-14 | 14:00 | Serbia          | 3–0       | Países Bajos    | 25–13 | 25–17 | 25–19 |       |       | 75–49            | Reporte |
| 20-08-14 | 16:30 | Grecia          | 3–0       | Bulgaria        | 25–18 | 25–22 | 25–15 |       |       | 75–55            | Reporte |
| 20-08-14 | 19:00 | Estonia         | 1–3       | República Checa | 15–25 | 14–25 | 25–20 | 14–25 |       | 68–95            | Reporte |
| 21-08-14 | 14:00 | Países Bajos    | 0–3       | Grecia          | 15–25 | 24–26 | 16–25 |       |       | 55–76            | Reporte |
| 21-08-14 | 16:30 | República Checa | 0–3       | Serbia          | 18–25 | 16–25 | 14–25 |       |       | 48–75            | Reporte |
| 21-08-14 | 19:00 | Bulgaria        | 3–0       | Estonia         | 25–21 | 25–14 | 25–23 |       |       | 75–58            | Reporte |

### Grupo B
- Sede:  TESC E-Hall, Tampere, Finlandia.

|     |           |     | Partidos | Partidos | Partidos | Sets | Sets | Sets  | Puntos | Puntos | Puntos |
| Pos | Equipo    | Pts | PJ       | PG       | PP       | SG   | SP   | Ratio | PG     | PP     | Ratio  |
| --- | --------- | --- | -------- | -------- | -------- | ---- | ---- | ----- | ------ | ------ | ------ |
| 1   | Eslovenia | 12  | 5        | 4        | 1        | 13   | 3    | 4.333 | 390    | 340    | 1.147  |
| 2   | Turquía   | 11  | 5        | 4        | 1        | 12   | 7    | 1.714 | 411    | 395    | 1.041  |
| 3   | Rusia     | 9   | 5        | 3        | 2        | 12   | 9    | 1.333 | 471    | 448    | 1.051  |
| 4   | Bélgica   | 8   | 5        | 3        | 2        | 10   | 10   | 1.000 | 432    | 424    | 1.019  |
| 5   | Italia    | 5   | 5        | 1        | 4        | 8    | 13   | 0.615 | 442    | 444    | 0.995  |
| 6   | Finlandia | 0   | 5        | 0        | 5        | 2    | 15   | 0.133 | 327    | 450    | 0.727  |

| Fecha    | Hora  | Partido   | Partido   | Partido   | Set   | Set   | Set   | Set   | Set   | Puntuación total | Reporte |
| Fecha    | Hora  |           | Resultado |           | 1     | 2     | 3     | 4     | 5     | Puntuación total | Reporte |
| -------- | ----- | --------- | --------- | --------- | ----- | ----- | ----- | ----- | ----- | ---------------- | ------- |
| 16-08-14 | 14:00 | Italia    | 2–3       | Bélgica   | 24–26 | 25–16 | 25–10 | 16–25 | 13–15 | 103–92           | Reporte |
| 16-08-14 | 16:30 | Finlandia | 0–3       | Rusia     | 26–28 | 22–25 | 13–25 |       |       | 61–78            | Reporte |
| 16-08-14 | 19:00 | Turquía   | 0–3       | Eslovenia | 19–25 | 22–25 | 18–25 |       |       | 59–75            | Reporte |
| 17-08-14 | 14:00 | Bélgica   | 3–1       | Rusia     | 21–25 | 25–14 | 25–20 | 25–17 |       | 96–76            | Reporte |
| 17-08-14 | 16:30 | Eslovenia | 3–0       | Finlandia | 25–20 | 25–19 | 25–21 |       |       | 75–60            | Reporte |
| 17-08-14 | 19:00 | Italia    | 1–3       | Turquía   | 16–25 | 25–11 | 22–25 | 18–25 |       | 81–86            | Reporte |
| 18-08-14 | 14:00 | Rusia     | 3–1       | Eslovenia | 23–25 | 25–22 | 25–23 | 25–20 |       | 98–90            | Reporte |
| 18-08-14 | 16:30 | Turquía   | 3–1       | Bélgica   | 17–25 | 25–15 | 25–22 | 25–21 |       | 92–83            | Reporte |
| 18-08-14 | 19:00 | Finlandia | 1–3       | Italia    | 17–25 | 25–21 | 18–25 | 17–25 |       | 77–96            | Reporte |
| 20-08-14 | 14:00 | Bélgica   | 0–3       | Eslovenia | 17–25 | 23–25 | 23–25 |       |       | 63–75            | Reporte |
| 20-08-14 | 16:30 | Italia    | 2–3       | Rusia     | 25–23 | 13–25 | 28–26 | 23–25 | 13–15 | 102–114          | Reporte |
| 20-08-14 | 19:00 | Turquía   | 3–0       | Finlandia | 25–15 | 25–19 | 25–17 |       |       | 75–51            | Reporte |
| 21-08-14 | 14:00 | Eslovenia | 3–0       | Italia    | 25–16 | 25–22 | 25–22 |       |       | 75–60            | Reporte |
| 21-08-14 | 16:30 | Rusia     | 2–3       | Turquía   | 23–25 | 25–21 | 20–25 | 25–13 | 12–15 | 105–99           | Reporte |
| 21-08-14 | 19:00 | Finlandia | 1–3       | Bélgica   | 25–21 | 23–25 | 18–25 | 12–25 |       | 78–96            | Reporte |

## Fase final
- Sede:  A. Le Coq SPORT Spordimaja, Tartu, Estonia.

|  | Semifinales | Semifinales |   |         | Final     | Final |  |
|  |             |             |   |         |           |       |  |
|  |             |             |   |         |           |       |  |
|  |             |             |   |         |           |       |  |
|  | Serbia      | 3           |   |         |           |       |  |
|  | Turquía     | 0           |   |         |           |       |  |
|  |             |             |   |         |           |       |  |
|  |             |             |   |         |           |       |  |
|  |             |             |   |         | Serbia    | 3     |  |
|  |             | Eslovenia   | 2 |         |           |       |  |
|  |             |             |   |         |           |       |  |
|  |             |             |   |         |           |       |  |
|  |             |             |   |         | 3º puesto |       |  |
|  |             |             |   |         |           |       |  |
|  | Eslovenia   | 3           |   | Turquía | 3         |       |  |
|  | Grecia      | 0           |   |         | Grecia    | 1     |  |

### 5° al 8° puesto
|  | Semifinales     | Semifinales |   |         | 5° puesto       | 5° puesto |  |
|  |                 |             |   |         |                 |           |  |
|  |                 |             |   |         |                 |           |  |
|  |                 |             |   |         |                 |           |  |
|  | República Checa | 3           |   |         |                 |           |  |
|  | Bélgica         | 1           |   |         |                 |           |  |
|  |                 |             |   |         |                 |           |  |
|  |                 |             |   |         |                 |           |  |
|  |                 |             |   |         | República Checa | 2         |  |
|  |                 | Bulgaria    | 3 |         |                 |           |  |
|  |                 |             |   |         |                 |           |  |
|  |                 |             |   |         |                 |           |  |
|  |                 |             |   |         | 7º puesto       |           |  |
|  |                 |             |   |         |                 |           |  |
|  | Bulgaria        | 3           |   | Bélgica | 1               |           |  |
|  | Rusia           | 2           |   |         | Rusia           | 3         |  |

### 5-8° Puesto
| Fecha    | Hora  | Partido         | Partido   | Partido | Set   | Set   | Set   | Set   | Set   | Puntuación total | Reporte |
| Fecha    | Hora  |                 | Resultado |         | 1     | 2     | 3     | 4     | 5     | Puntuación total | Reporte |
| -------- | ----- | --------------- | --------- | ------- | ----- | ----- | ----- | ----- | ----- | ---------------- | ------- |
| 23-08-14 | 11:30 | República Checa | 3–1       | Bélgica | 25–18 | 25–22 | 19–25 | 25–17 |       | 94–82            | Reporte |
| 23-08-14 | 14:00 | Bulgaria        | 3–2       | Rusia   | 25–21 | 16–25 | 10–25 | 25–23 | 15–05 | 91–99            | Reporte |

### Semifinales
| Fecha    | Hora  | Partido   | Partido   | Partido | Set   | Set   | Set   | Set | Set | Puntuación total | Reporte |
| Fecha    | Hora  |           | Resultado |         | 1     | 2     | 3     | 4   | 5   | Puntuación total | Reporte |
| -------- | ----- | --------- | --------- | ------- | ----- | ----- | ----- | --- | --- | ---------------- | ------- |
| 23-08-14 | 16:30 | Serbia    | 3–0       | Turquía | 25–21 | 25–21 | 25–12 |     |     | 75–54            | Reporte |
| 23-08-14 | 19:00 | Eslovenia | 3–0       | Grecia  | 25–16 | 25–21 | 25–16 |     |     | 75–53            | Reporte |

### Clasificación 7-8°
| Fecha    | Hora  | Partido | Partido   | Partido | Set   | Set   | Set   | Set   | Set | Puntuación total | Reporte |
| Fecha    | Hora  |         | Resultado |         | 1     | 2     | 3     | 4     | 5   | Puntuación total | Reporte |
| -------- | ----- | ------- | --------- | ------- | ----- | ----- | ----- | ----- | --- | ---------------- | ------- |
| 24-08-14 | 11:30 | Bélgica | 1–3       | Rusia   | 19–25 | 25–19 | 18–25 | 17–25 |     | 79–84            | Reporte |

### Clasificación 5-6°
| Fecha    | Hora  | Partido         | Partido   | Partido  | Set   | Set   | Set   | Set   | Set   | Puntuación total | Reporte |
| Fecha    | Hora  |                 | Resultado |          | 1     | 2     | 3     | 4     | 5     | Puntuación total | Reporte |
| -------- | ----- | --------------- | --------- | -------- | ----- | ----- | ----- | ----- | ----- | ---------------- | ------- |
| 24-08-14 | 14:00 | República Checa | 2–3       | Bulgaria | 19–25 | 25–21 | 25–22 | 08–25 | 17–19 | 94–112           | Reporte |

### Clasificación 3-4°
| Fecha    | Hora  | Partido | Partido   | Partido | Set   | Set   | Set   | Set   | Set | Puntuación total | Reporte |
| Fecha    | Hora  |         | Resultado |         | 1     | 2     | 3     | 4     | 5   | Puntuación total | Reporte |
| -------- | ----- | ------- | --------- | ------- | ----- | ----- | ----- | ----- | --- | ---------------- | ------- |
| 24-08-14 | 16:30 | Turquía | 3-1       | Grecia  | 18–25 | 25–18 | 25–23 | 25–15 |     | 93–81            | Reporte |

### Final
| Fecha    | Hora  | Partido | Partido   | Partido   | Set   | Set   | Set   | Set   | Set   | Puntuación total | Reporte |
| Fecha    | Hora  |         | Resultado |           | 1     | 2     | 3     | 4     | 5     | Puntuación total | Reporte |
| -------- | ----- | ------- | --------- | --------- | ----- | ----- | ----- | ----- | ----- | ---------------- | ------- |
| 24-08-14 | 19:00 | Serbia  | 3–2       | Eslovenia | 25–23 | 17–25 | 24–26 | 25–17 | 15–12 | 106–103          | Reporte |

## Clasificación final
– Clasificados a la Segunda ronda del Torneo Europeo de Clasificación para el Mundial Sub-20 2015
| Pos | Equipo          |
| --- | --------------- |
|     | Serbia          |
|     | Eslovenia       |
|     | Turquía         |
| 4   | Grecia          |
| 5   | Bulgaria        |
| 6   | República Checa |
| 7   | Rusia           |
| 8   | Bélgica         |
| 9   | Italia          |
| 10  | Países Bajos    |
| 11  | Finlandia       |
| 12  | Estonia         |

## Medallistas
| Oro | Plata | Bronce |
| SerbiaJovana Kocic Aleksandra Cirovic Jelena Novakovic Sara Lozo Katarina Marinkovic Aleksandra Brdovic Maja Aleksic Katarina Lazovic Bojana Milenkovic Sara Vucicevic Milena Dimic Tijana Bošković (capitán) | EsloveniaEva Mori (capitán) Helena Mijoc Zala Zbicajnik Sara Dukic Katja Mihalinec Nika Markovic Katja Mihevc Ela Pintar Lana Scuka Anita Sobocan Pia Blazic Maja Pahor | TurquíaMelis Yilmaz Cansu Ozbay Ayca Aykac Rida Erlalelitepe Ada Germen Aybüke Ozdemir Pelin Aroguz Humay Topaloglu Yağmur Mislina Kilic Arelya Karasoy (capitán) Su Zent Hande Baladin |

## Mejores Jugadoras
- Most Valuable Player  Tijana Boskovic (SER)[1]

- Mejor Anotadora  Anti Vasilantonaki (GRE)

- Mejor Atacante  Pelin Aroguz (TUR)

- Mejor Bloqueador  Anastasia Barchuk (RUS)

- Mejor Sacadora  Sara Lozo (SER)

- Mejor Armadora  Eva Mori (SLO)

- Mejor Recepción  Bojana Milenkovic (SER)

- Mejor Líbero  Maja Pahor (SLO)